# Шиварама Свами
Шивара́ма Сва́ми (IAST: Śivarāma Svāmī, англ. Shivarama Swami; имя при рождении — Петер Летай, англ. Peter Letai; род. 30 марта 1949, Будапешт, Венгрия) — индуистский кришнаитский религиозный деятель, богослов и проповедник; ученик Бхактиведанты Свами Прабхупады (1896—1977), гуру и член Руководящего совета Международного общества сознания Кришны (ИСККОН); автор ряда книг по вайшнавской философии и богословию. Шиварама Свами руководит ИСККОН в Венгрии, Румынии и Турции. В период с 1986 по 2004 год он также возглавлял ИСККОН в Великобритании.
В октябре 2009 года за «выдающийся вклад в развитие благотворительности и духовности» в Венгерской Республике Шиварама Свами был награждён орденом «Почётного Золотого Креста» — второй по значимости гражданской наградой этой страны.

## Биография

### Ранние годы (1949—1970)
Петер Летай родился 30 марта 1949 года в Будапеште (Венгрия) в еврейской семье, пережившей холокост. Он был единственным ребёнком у Пауля и Магдалены Летай (в девичестве Бодор). Когда Петеру было семь лет, произошло Венгерское восстание 1956 года. Шиварама Свами вспоминает, как вместе с родителями прятался в подвале своего дома, слыша доносящиеся извне звуки выстрелов. Пережитый опыт помог ему осознать, что «этот мир — не площадка для детских игр. Люди здесь страдают».
Сразу же после событий 1956 года семья Летай эмигрировала в Канаду, где поселилась в Монреале. Там Петер сначала изучал английский и французский языки в венгерской реформатской церковной школе, а затем продолжил получать образование в частной католической школе. В детстве он научился игре на фортепиано, а с 11 лет подрабатывал во время летних каникул.
В 1967 году Петер поступил на инженерный факультет Университета Макгилла, где проучился 6 лет вместе с двоюродным братом Робертом Лантосом, ставшим впоследствии известным канадским кинопродюсером. В 1968 году, будучи студентом, Петер женился.

### Духовные поиски и обращение в гаудия-вайшнавизм (1970—1973)
Во время учёбы в университете Петер серьёзно задумался над смыслом жизни, начал читать различную духовную литературу и экспериментировать с образом жизни хиппи. Ответы на свои вопросы Петер получил, прочитав в 1970 году «Бхагавад-гиту как она есть» — индуистский священный текст «Бхагавад-гиты» в переводе с санскрита с комментариями вайшнавского гуру Бхактиведанты Свами Прабхупады (основавшего за несколько лет до того в Нью-Йорке ИСККОН). Позднее Петер познакомился с кришнаитами и решил стать одним из них. Жена Петера не проявила интереса к духовным поискам своего мужа, и в 1973 году они разошлись. Петер принял монашеский образ жизни, поселившись в храме ИСККОН в Монреале. В сентябре того же года он получил от Бхактиведанты Свами Прабхупады духовное посвящение и имя на санскрите «Шиварама Даса».

### Миссионерская деятельность в США, Канаде и Великобритании (1973—1987)
В 1970-е годы Шиварама Даса занимался миссионерской деятельностью в Канаде и США, содействуя открытию новых храмов и исполняя обязанности президента храмов ИСККОН сначала в Чикаго, а затем в Далласе. При этом он регулярно совершал паломничества по святым местам гаудия-вайшнавизма в Индии.
В 1979 году Шиварама Даса принял от Сатсварупы Дасы Госвами посвящение в санньясу (уклад жизни в отречении), получив при этом титул «свами». В 1980 году Шиварама Свами переехал в Великобританию, где возглавил проповедническую программу распространения вайшнавской литературы и стал президентом Чайтанья-колледжа — сельского ашрама и вайшнавского теологического колледжа в графстве Вустершир.
В 1987 году, после того, как лидер ИСККОН в Великобритании и Южной Европе Бхагаван Госвами ушёл с руководящих постов, Шиварама Свами был избран членом Руководящего совета и возглавил ИСККОН в Великобритании. В том же году Шиварама Свами стал инициирующим гуру ИСККОН и начал принимать учеников.

### Миссионерская деятельность в Венгрии
В 1987 году Шиварама Свами начал проповедовать гаудия-вайшнавизм у себя на родине, в Венгрии. Приезжал он туда инкогнито, так как страна в те времена была частью социалистического блока и религиозная проповедь там не приветствовалась. Первые кришнаитские проповедники появились в Венгрии ещё в конце 1970-х годов, но первая духовная община кришнаитов была образована только в конце 1980-х, под руководством Шиварамы Свами.
В 1989 году ИСККОН был официально зарегистрирован венгерскими властями как религиозная организация. По инициативе Шиварамы Свами в стране начала действовать благотворительная миссия ИСККОН «Харе Кришна — пища жизни», занимающаяся раздачей бесплатной вегетарианской еды малоимущим, бездомным и другим социально незащищённым слоям населения. Шиварама Свами также организовал перевод на венгерский язык и издание вайшнавской духовной литературы с комментариями Бхактиведанты Свами Прабхупады.

### Долина Кришны (1994)
В 1994 году, в окрестностях озера Балатон, недалеко от городка Шомодьвамоша, Шиварама Свами основал экологическую сельскохозяйственную общину Новая Враджадхама. На территории общины, занимающей 150 гектаров, расположены вайшнавский храм и индийский культурный центр. Проживающие в Долине Кришны кришнаиты занимаются земледелием, различными ремёслами и видами искусств с использованием народных венгерских традиций. Долина Кришны является туристической достопримечательностью, которую ежегодно посещают 30-35 тыс. гостей из Венгрии и из-за рубежа.
Долина Кришны замечательна достигнутым в ней высоким уровнем хозяйственной самодостаточности. На территории общины производится практически всё, необходимое человеку для жизнеобеспечения: продукты сельского хозяйства, вода, экологически чистое топливо и даже одежда. Члены общины применяют как новые, так и забытые старые способы рационального и экологически чистого использования природных богатств.

### Университет Бхактиведанты и другие проекты
Под руководством Шиварамы Свами, в Будапеште был основан вайшнавский храм и культурный центр, а также университет Бхактиведанты — официально признанное высшее учебное заведение с дневной и заочной формами обучения. Шиварама Свами входит в профессорско-преподавательский состав этого университета, дающего возможность получения вайшнавского религиозного образования. Шиварама Свами также руководит общинами в других венгерских городах: Эгере, Дебрецене, Кечкемете и Пече.
Шиварама Свами принимает активное участие в межрелигиозном диалоге. Он выступил организатором ряда встреч, бесед и конференций с участием представителей различных церквей, обществ и движений. Шиварама Свами периодически участвует в различных форумах, научных конференциях, общается с венгерской интеллигенцией, выступает в венгерских СМИ.
Ведёт свою страничку в Facebook, на которую подписано более 300 тыс. человек.

### Награждение орденом «Почётного Золотого Креста» (2009)
В октябре 2009 года, за «выдающийся вклад в развитие благотворительности и духовности» в Венгерской Республике, Шиварама Свами был награждён орденом «Почётного Золотого Креста» — второй по значимости гражданской наградой этой страны. Церемония награждения прошла в одном из музеев Будапешта и была приурочена к индуистскому празднику Дивали. В праздничном ужине приняло участие около 250 гостей, в том числе министр по правам человека, министр по делам религий, посол Индии и госсекретари венгерского правительства. Наградной лист был подписан 15 марта, в День независимости Венгрии, но поскольку Шиварама Свами в это время находился в Индии, вручение ордена состоялось лишь осенью.
Вручил награду заместитель министра культуры и образования Венгрии Карой Монхерз. В своей речи он отметил вклад Шиварамы Свами в развитие духовности, культурного и межрелигиозного диалога. В частности, он отметил: «Вручаемая сегодня награда является свидетельством заслуженного признания этой полезной для венгерского общества и государства деятельности, а также возвышенных качеств Шиварамы Свами». В своей ответной речи Шиварама Свами сказал:
Я принимаю эту награду от имени основателя ИСККОН Бхактиведанты Свами Прабхупады и венгерских вайшнавов. В прошлом в венгерском парламенте были попытки представить ИСККОН «сектой», «новым религиозным движением». Были даже предложения наделить отдельными правами традиционные религии и новые религиозные движения, что перевело бы часть венгерских граждан в категорию граждан второго сорта, и тогда Венгрию уже нельзя было бы считать демократической страной.
Но эта высокая правительственная награда свидетельствует о том, что период подозрительности закончился и государство признало ценность ИСККОН. Отчасти эта подозрительность была порождена непривычностью духовной практики вайшнавской традиции, но теперь уже стала очевидной цель деятельности ИСККОН в стране — чтобы все венгры жили счастливо. Для этого они должны знать, что они суть вечные души, что Бог действительно существует и что Он — личность, а каждый из нас связан с Ним вечными взаимоотношениями, причём эти забытые отношения можно возродить определённым методом, а именно воспеванием Его имён.

Эта награда — знак признания ценности социальных программ ИСККОН, но главное благо, которое несёт ИСККОН народу Венгрии — это распространение духовного знания через книги Шрилы Прабхупады, проведение уличных шествий с воспеванием Святых имён Бога, духовные праздники.
Награждение Шиварамы Свами прокомментировал российский религиовед С. И. Иваненко:
Практика — критерий истины. Ещё никто не придумал ничего лучше. Об этом ещё две тысячи лет тому назад говорил Иисус Христос: «Нет доброго дерева, которое приносило бы худой плод; и нет худого дерева, которое приносило бы плод добрый» (Евангелие от Луки, 6:43). «Плоды», которые приносит деятельность кришнаитов в Венгрии, да и не только в этой стране, известны. Они кормят нуждающихся, проповедуют высокие нормы нравственности и сами им следуют. Создают экологичные сельскохозяйственные фермы, где гуманно относятся к животным. [...] Признание общества и высокая государственная награда — закономерный результат многолетней плодотворной деятельности.